# 1697 год
1697 (ты́сяча шестьсо́т девяно́сто седьмо́й) год  по григорианскому календарю — невисокосный год, начинающийся во вторник. Это 1697 год нашей эры, 7‑й год 10‑го десятилетия XVII века 2‑го тысячелетия, 8‑й год 1690‑х годов. Он закончился 328 лет назад.
| Пн | Вт | Ср | Чт | Пт | Сб | Вс |
|    | 1  | 2  | 3  | 4  | 5  | 6  |
| 7  | 8  | 9  | 10 | 11 | 12 | 13 |
| 14 | 15 | 16 | 17 | 18 | 19 | 20 |
| 21 | 22 | 23 | 24 | 25 | 26 | 27 |
| 28 | 29 | 30 | 31 |    |    |    |

| Пн | Вт | Ср | Чт | Пт | Сб | Вс |
|    |    |    |    | 1  | 2  | 3  |
| 4  | 5  | 6  | 7  | 8  | 9  | 10 |
| 11 | 12 | 13 | 14 | 15 | 16 | 17 |
| 18 | 19 | 20 | 21 | 22 | 23 | 24 |
| 25 | 26 | 27 | 28 |    |    |    |

| Пн | Вт | Ср | Чт | Пт | Сб | Вс |
|    |    |    |    | 1  | 2  | 3  |
| 4  | 5  | 6  | 7  | 8  | 9  | 10 |
| 11 | 12 | 13 | 14 | 15 | 16 | 17 |
| 18 | 19 | 20 | 21 | 22 | 23 | 24 |
| 25 | 26 | 27 | 28 | 29 | 30 | 31 |

| Пн | Вт | Ср | Чт | Пт | Сб | Вс |
| 1  | 2  | 3  | 4  | 5  | 6  | 7  |
| 8  | 9  | 10 | 11 | 12 | 13 | 14 |
| 15 | 16 | 17 | 18 | 19 | 20 | 21 |
| 22 | 23 | 24 | 25 | 26 | 27 | 28 |
| 29 | 30 |    |    |    |    |    |

| Пн | Вт | Ср | Чт | Пт | Сб | Вс |
|    |    | 1  | 2  | 3  | 4  | 5  |
| 6  | 7  | 8  | 9  | 10 | 11 | 12 |
| 13 | 14 | 15 | 16 | 17 | 18 | 19 |
| 20 | 21 | 22 | 23 | 24 | 25 | 26 |
| 27 | 28 | 29 | 30 | 31 |    |    |

| Пн | Вт | Ср | Чт | Пт | Сб | Вс |
|    |    |    |    |    | 1  | 2  |
| 3  | 4  | 5  | 6  | 7  | 8  | 9  |
| 10 | 11 | 12 | 13 | 14 | 15 | 16 |
| 17 | 18 | 19 | 20 | 21 | 22 | 23 |
| 24 | 25 | 26 | 27 | 28 | 29 | 30 |

| Пн | Вт | Ср | Чт | Пт | Сб | Вс |
| 1  | 2  | 3  | 4  | 5  | 6  | 7  |
| 8  | 9  | 10 | 11 | 12 | 13 | 14 |
| 15 | 16 | 17 | 18 | 19 | 20 | 21 |
| 22 | 23 | 24 | 25 | 26 | 27 | 28 |
| 29 | 30 | 31 |    |    |    |    |

| Пн | Вт | Ср | Чт | Пт | Сб | Вс |
|    |    |    | 1  | 2  | 3  | 4  |
| 5  | 6  | 7  | 8  | 9  | 10 | 11 |
| 12 | 13 | 14 | 15 | 16 | 17 | 18 |
| 19 | 20 | 21 | 22 | 23 | 24 | 25 |
| 26 | 27 | 28 | 29 | 30 | 31 |    |

| Пн | Вт | Ср | Чт | Пт | Сб | Вс |
|    |    |    |    |    |    | 1  |
| 2  | 3  | 4  | 5  | 6  | 7  | 8  |
| 9  | 10 | 11 | 12 | 13 | 14 | 15 |
| 16 | 17 | 18 | 19 | 20 | 21 | 22 |
| 23 | 24 | 25 | 26 | 27 | 28 | 29 |
| 30 |    |    |    |    |    |    |

| Пн | Вт | Ср | Чт | Пт | Сб | Вс |
|    | 1  | 2  | 3  | 4  | 5  | 6  |
| 7  | 8  | 9  | 10 | 11 | 12 | 13 |
| 14 | 15 | 16 | 17 | 18 | 19 | 20 |
| 21 | 22 | 23 | 24 | 25 | 26 | 27 |
| 28 | 29 | 30 | 31 |    |    |    |

| Пн | Вт | Ср | Чт | Пт | Сб | Вс |
|    |    |    |    | 1  | 2  | 3  |
| 4  | 5  | 6  | 7  | 8  | 9  | 10 |
| 11 | 12 | 13 | 14 | 15 | 16 | 17 |
| 18 | 19 | 20 | 21 | 22 | 23 | 24 |
| 25 | 26 | 27 | 28 | 29 | 30 |    |

| Пн | Вт | Ср | Чт | Пт | Сб | Вс |
|    |    |    |    |    |    | 1  |
| 2  | 3  | 4  | 5  | 6  | 7  | 8  |
| 9  | 10 | 11 | 12 | 13 | 14 | 15 |
| 16 | 17 | 18 | 19 | 20 | 21 | 22 |
| 23 | 24 | 25 | 26 | 27 | 28 | 29 |
| 30 | 31 |    |    |    |    |    |

## События
- 1683—1699 — Австро—турецкая война (часть Великой турецкой войны)[1].
  - 1697—1698 — восстание румынских и венгерских крепостных крестьян в северо-западной Трансильвании во главе с Ференцем Токаи, Дьердем Салонтаи и Мартином Кабаи. Через 3 месяца подавлено войсками.
  - 11 сентября — битва при Зенте[2].
- 1684—1699 — Турецко-венецианская война (часть Великой турецкой войны)[3].
- 1686—1700 — Русско-турецкая война (часть Великой турецкой войны)[4].
- 1688—1697 — закончилась война Франции с Аугсбургской лигой[5].
  - 13 апреля — рейд на Картахену[6].
  - 15 мая—5 июня — осада Ата[6].
  - 30 октября — заключён Рисвикский мир Франции с Аугсбургской лигой. Франция теряет Менен, Поперинге и Вервик во Фландрии[5].
- 1688—1697 — закончилась первая ойрато-маньчжурская война между ойратским Джунгарским ханством и маньчжурской империей Цин за контроль над территориями Халхи[7].
- 1689—1697 — закончилась Война короля Вильгельма. Боевые действия в Северной Америке, проходившие во время войны Аугсбургской лиги. Первый из франко-английских конфликтов в Северной Америке[8].
- Правление князей-владык Петровичей Негошей в Черногории становится наследственным (от дяди к племяннику).
- Испанцы захватывают город Тах-Ица около озера Петен-Ица.

### Швеция
- 24 ноября — Плачевная речь по Карлу XI, произнесённая в усыпальнице шведских королей — церкви Риддархольмена — напечатана на русском языке латинскими буквами и произнесена по-русски.

### Франция
- Стачка рабочих-суконщиков в Дарнетале (близ Руана).

### Речь Посполитая
- 1683—1699 — Польско—турецкая война (часть Великой турецкой войны)[9].     
  - 11 сентября — австрийская армия Евгения Савойского наголову разбила турецкую армию у Зенты (Сента) на Тисе и вторглась в Боснию[10].
- 25 сентября — прибытие в Польшу в качестве короля Франсуа Луи Конти, кузена Людовика XIV.
- 29 октября — отбытие из Польши принца Конти.
- Выборы в Польше. Франция выдвинула кандидатуру принца Конти, а Россия и Австрия поддержали Августа Саксонского.
- Принятие сеймом Речи Посполитой закона о государственном статусе польского языка в Великом княжестве Литовском[11].

## Русское государство
Царствование: 1682—1725 — Пётр I Алексеевич
- Пётр I через Л.К. Нарышкина предложил своей первой жене Евдокии Фёдоровне Лопухиной добровольно постричься в монахини (от пострига отказалась, ссылаясь на малолетство сына Алексея Петровича (род. 1690)[12].
- 29 января — Россия (К. Н. Венецкий), Австрия и Венеция заключили наступательный союз против турок сроком на 3 года.
- 11 февраля — Разрешение Петром I продажи табака в стране.
- Март
  - 9 марта — Начало «Великого посольства».
  - Провал стрелецкого заговора против Петра I под водительством Ивана Цыклера.
  - Останки Ивана Михайловича Милославского (ум. 1685) были вырыты и положены под эшафот, на котором казнили участников заговора Циклера-Соковнина[13].
- 01 июля — митрополит Илларион переносит мощи святого князя Александра Невского в серебряную раку[14].
- 1697—1698 — Русское «Великое посольство» Петра I Алексеевича в Европу[15].
- В Риге посольство проявило интерес к фортификационным сооружениям, что вызвало подозрение шведского губернатора города Э. Дальберга и спровоцировало его конфликт с царём (позднее неуважение к царской особе, стало одним из поводов к началу Северной войны 1700-1721 годов)[15].
- Май — в Кёнигсберге после долгих переговоров курфюст Бранденбургский Фридрих III (с 1701 года прусский король Фридрих I) и Пётр I подписали договор о дружбе и добрососедских отношениях[15].
- Август
  - 9 (19) августа — Одоевский Яков Никитич отпет патриархом Андрианом и похоронен в церкви во имя преподобного Кирилла Белозерского в Московском кремле[16].
  - 28 августа — посольство прибыло в Заандам (Северная Голландия, Нидерланды). В Голландии посольство вело тщательные переговоры с Генеральными штатами о совместной борьбе с Османской империей, в том числе о предоставлении денежных средств на эти цели, обещая взамен голландским купцам права на транзитную торговлю через Россию с восточными странами, однако не получили даже субсидий, в результате все закупки и найм специалистов осуществлялись за русские средства[15].
  - 29 августа — Венский союзный договор.
- Начало поездки Шереметева Б. П. в Европу.
- Отправка в Италию, Англию и Нидерланды 61 молодого стольника учиться навигации и кораблестроению. (по данному случаю снят кинофильм Табачный капитан).
- Демонстрация Посошковым И. Т. царю «огнестрельные рогатки».
- Ян Веникс нарисовал портрет Петра Первого.
- Отправка Толстого П. А. Петром I в Италию «для науки воинских дел».
- Путешествие Толстого П. А. на Мальту.
- Обращение Пруссии и Дании к России о заключении союза против Швеции.
- Начало исследования Атласовым В. В. Камчатки и Курильских островов.
- Митрополит Иов архимандрит Троице-Сергиева монастыря.
- Завершение строительства в районе Воронежа флотилии морских судов.
- Патриарх Адриан усовершенствовал духовное управление и повысил роль приходов[17].
- 1697—1699 — землепроходец Атласов Владимир Владимирович продолжил изучение Камчатки, пройдя всё западное побережье, открыв Срединный хребет, вулкан Ключевская сопка, и присоединил Камчатку к России[18].

### Города и поселения
- В Азове начинаются активно строиться фортификационные сооружения, от которых уцелели земляные валы (инженеры: А. Лаваль и Э. фон Боргсдорф)[19].
- Сгорел город-крепость Велиж[20].
- Реконструировался Енисейский острог (сов. Енисейск)[21].
- Открытие церкви Спаса Нерукотворного в Уборах под Москвой.
- В Москве, на месте пушечных и пороховых амбаров, были воздвигнуты 2-этажные палаты Монетного двора, с центральной выездной аркой, украшенной белокаменным резным декором[22].

### Руководители приказов
| Года      | Приказ             | Ф,И,О главы                       | Примечания |
| --------- | ------------------ | --------------------------------- | ---------- |
| 1689-1701 | Стрелецкий приказ  | Троекуров Иван Борисович          |            |
| 1689-1699 | Посольский приказ  | Украинцев Емельян Игнатьевич      |            |
| 1697-1700 | Иноземский приказ  | Шеин Алексей Семёнович            | Боярин     |
| 1697-1700 | Пушкарский приказ  | Шеин Алексей Семёнович            | Боярин     |
| 1697-1700 | Рейтарский приказ  | Шеин Алексей Семёнович            | Боярин     |
| 1697-1698 | Аптекарский приказ | Протопопов И., Юдин А.            | Дьяки      |
| 1689-1697 | Аптекарский приказ | Одоевский Яков Никитич            | Боярин     |
| 1689-1697 | Поместный приказ   | Шереметев Пётр Васильевич Меньшой | Боярин     |

#### Воеводы[27]
| Года      | Город    | Ф,И,О воеводы                 | Примечания      |
| --------- | -------- | ----------------------------- | --------------- |
| До 8 июля | Азов     | Львов Пётр Григорьевич        | Окольничий      |
| 1697—1699 | Азов     | Прозоровский Алексей Петрович |                 |
| 1697—1699 | Азов     | Ларионов Иван Семёнович       | Думный дворянин |
| 1696-1698 | Арзамас  | Сумароков Степан Акимович     | Стольник        |
| 1696-1697 | Берёзов  | Хрущов Леонтий Фёдорович      | Стольник        |
| 1689-1697 | Белгород | Шереметев Борис Петрович      | Боярин          |
| 1697-1700 | Белгород | Долгоруков Яков Фёдорович     |                 |

## Начало правления
См. также: Список глав государств в 1697 году
- 1697—1699 — премьер-министр Великобритании Чарльз Монтегю, 1-й граф Галифакс (1661—1715), виг.
- 1697—1704 — король Польши Август II Сильный (курфюрст Саксонии).
- 1697—1718 — король Швеции Карл XII[28].
- 1697—1729 — граф Лотарингский Леопольд.
- Престол эмира Ливана переходит к роду Шихаб.

## Наука и искусство
- 24 октября — в Париже, в театре Пале-Рояль артистами Королевской академии музыки было дано первое представление «Галантной Европы» Андре Кампра на стихи Антуана де Ламотта и с хореографией Луи Пекура, ставшее одним из первых произведений нового жанра — опера-балет.
- Начало исследований французом Андре Брю Западной Африки.

## Родились
См. также: Категория:Родившиеся в 1697 году

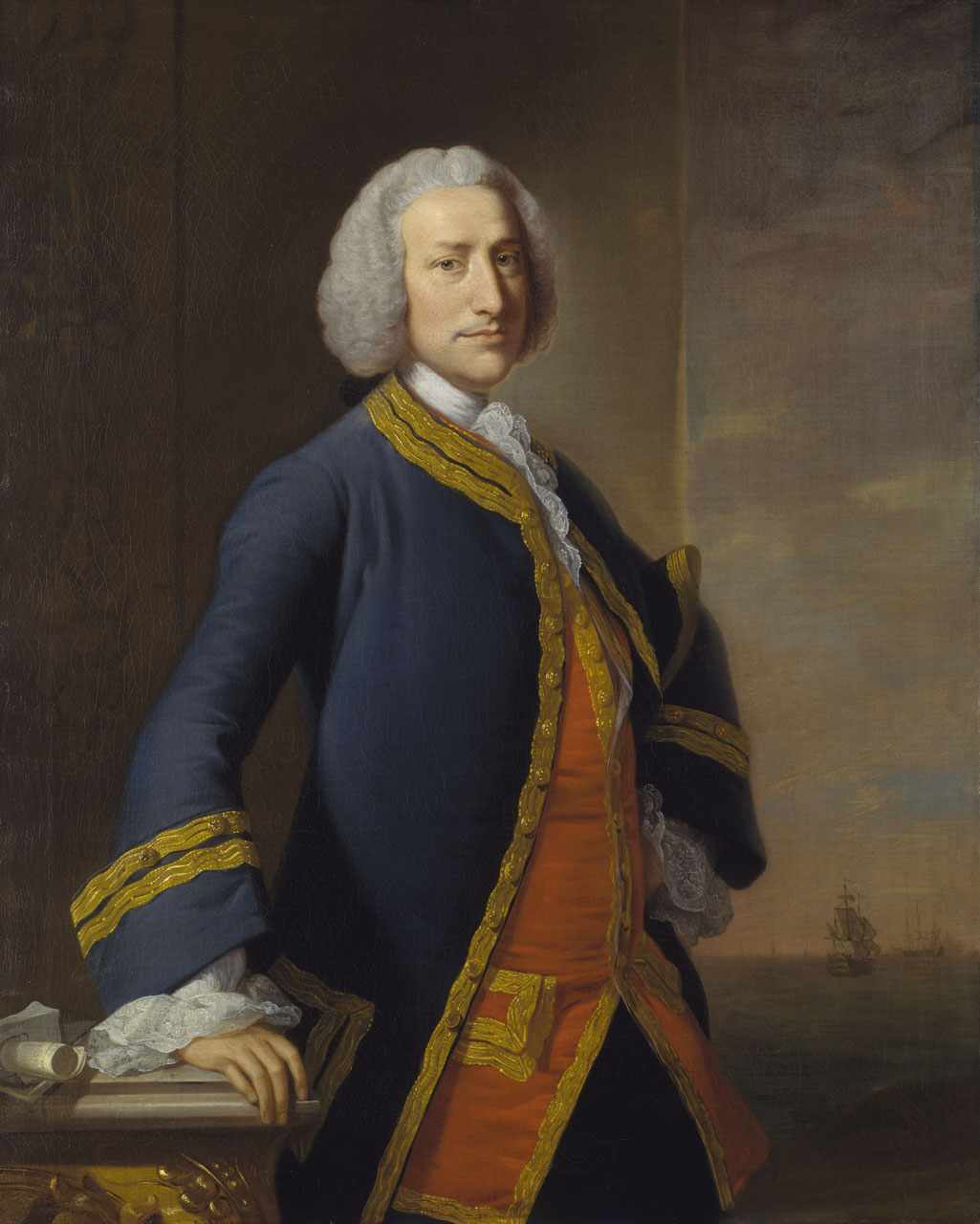
Джордж Ансон

- 28 января (8 февраля) — Одоевский Пётр Иванович, служил в Лейб-гвардии конном полку, участник возведения  на престол Екатерины II, предводитель дворянства Богородицкого уезда[29].
- 30 января — Иоганн Иоахим Кванц, знаменитый немецкий флейтист, гобоист и композитор.
- 23 апреля — Джордж Ансон, британский адмирал, знаменитый своим кругосветным плаванием. (ум. 1762)
- 6 июня — Жан-Бати́ст де Ла Кюрн де Сент-Пале́, французский историк, филолог, лексикограф.
- 6 августа — Карл VII, император Священной Римской империи
- 18 октября — Каналетто, итальянский художник, глава венецианской школы ведутистов, мастер городских пейзажей в стиле барокко.
- 26 октября — Джон Питер Зенгер, американский журналист немецкого происхождения, издатель и главный редактор New York Weekly Journal (ум. 1746).
- 27 октября — Голицын Михаил Алексеевич, русский государственный деятель[30].
- 8 ноября — Джованни Лами, итальянский учёный.
- 30 ноября — Иоганн Альбрехт фон Корф, президент Петербургской Академии Наук (1734—1740).

### Без определённой даты
- Святитель Арсений — православный церковный деятель XVIII века, митрополит Ростовский (13.V.1742-14.IV.1763), священномученик.
- Григорий Левицкий — отец художника Д. Г. Левицкого, живописец и гравёр резцом.

## Скончались
См. также: Категория:Умершие в 1697 году
- Август — Одоевский Яков Никитич, русский государственный деятель, воевода, боярин (с 1663), ближний боярин (с 1668), руководитель ряда Приказов[16].
- Смерть последнего эмира Ливана из рода Маан.